# Con altura
"Con Altura" é uma canção da artista musical espanhola Rosalía, com participação do artista musical colombiano J Balvin e do produtor espanhol Pablo Díaz-Reixa Díaz, mais conhecido como El Guincho. A música foi escrita por Rosalía e J Balvin, sendo lançada pela Sony Music em 28 de março de 2019. Um videoclipe, que ganhou dois MTV Video Music Awards de Melhor Latina e Melhor Coreografia, fez dela a primeira artista espanhola vencedora da cerimônia, foi dirigido pelo diretor X e acompanhou seu lançamento no mesmo dia. A música estreou no número um na Espanha. A música é o primeiro single do próximo álbum de Rosalía.

## Antecedentes
Em maio de 2018, o artista musical colombiano J Balvin, lançou seu quinto álbum de estúdio, Vibras (2018). O álbum incluiu uma colaboração com Rosalía chamada "Brillo", que alcançou a 19ª posição na parada de singles da Espanha. Em setembro de 2018, Rosalía ficou alguns dias em Miami devido a sua performance no Ziff Ballet Opera House para comemorar suas cinco indicações ao Grammy Latino. A cantora disse em uma entrevista coletiva na Argentina que a música nasceu lá. No final de 2018, Rosalía começou a trabalhar em seu terceiro álbum de estúdio, que será lançado no final de 2019. Naquela época, ela também começou a anunciar as primeiras datas de sua turnê mundial de estreia, chamada El Mal Querer Tour. Em dezembro de 2018, um trecho do videoclipe foi postado pela equipe de Balvin em seus stories no Instagram ; os vídeos foram excluídos quase instantaneamente. Em março de 2019, começaram a circular rumores sobre Rosalía apresentando novas músicas (não) lançadas em sua turnê. Esses rumores foram confirmados pela própria Rosalía quando ela finalmente anunciou o lançamento da música em 27 de março de 2019 através de um post de mídia social.

## Recepção crítica
Após seu lançamento, a música foi bem recebida pelos críticos. O Pitchfork nomeou o novo single de Rosalía como "uma mistura leve de tropos arrogantes, que devem ser divertidos. É uma ninharia de uma música cujo vídeo e título mostram os dois artistas no topo de seu jogo". A Rolling Stone tinha escreveu que: "é uma versão moderna em referência às músicas de flamenco espanhol inspiradas nos sons afro-caribenhos; sempre campeã da experimentação transcultural, Rosalía finalmente a descreveu como sua homenagem pessoal ao reggaeton clássico".

## Desempenho comercial
Em 24 horas nas plataformas de streaming, a música recebeu 201.000 transmissões do Spotify na Espanha, superando o "Teléfono" de Aitana como a música feminina mais transmitida em um único dia no Spotify Espanha. Após uma semana, a música foi transmitida mais de 15 milhões de vezes, das quais 4,71 milhões vieram da Espanha. Isso estabeleceu o recorde da música mais transmitida na Espanha em apenas uma semana. Seu videoclipe recebeu mais de 22 milhões de visualizações naquele periodo. A música estreou como número um na Espanha, sendo o segundo número de Rosalía depois de "Di mi nombre". "Con altura" liderou o Hot 100 da Argentina em julho de 2019.

## Vídeo musical
Rosalía compartilhou uma prévia do videoclipe em 27 de março de 2019. O clipe estreou em 28 de março de 2019 no canal do cantor no YouTube. O vídeo mostra os cantores espanhóis "Las Ocho Rosas" (que são dançarinos de apoio de Rosalía) e J Balvin dentro de um avião enquanto dançam a música e pilotam o avião. O videoclipe foi dirigido pelo Director X, sendo a primeira vez que eles colaboram.
Na terceira semana de junho de 2019, o vídeo se tornou o mais visto em uma única semana, com mais de 19 milhões de visualizações em 7 dias. Uma semana depois, o videoclipe havia sido visto mais de 500 milhões de vezes. Desde 9 de julho, é o videoclipe mais visto por uma artista feminina de 2019. Esse álbum foi realizado anteriormente pelos "7 Rings" de Ariana Grande. Em outubro de 2019, o videoclipe da música tem mais de 1,0 bilhão de visualizações no YouTube.

## Desempenho nas paradas musicais
| Tabela musical (2019)                           | Maior posição |
| ----------------------------------------------- | ------------- |
| Argentina (Argentina Hot 100)                   | 1             |
| Bélgica (Ultratip Bubbling Under de Flandres)   | 17            |
| Bolívia (Monitor Latino)                        | 14            |
| Chile (Monitor Latino)                          | 2             |
| Colômbia (Monitor Latino)                       | 2             |
| Colômbia (National-Report)                      | 1             |
| Costa Rica (Monitor Latino)                     | 2             |
| Equador (National-Report)                       | 31            |
| El Salvador (Monitor Latino)                    | 2             |
| Espanha (PROMUSICAE)                            | 1             |
| Estados Unidos (Bubbling Under Hot 100 Singles) | 18            |
| Estados Unidos (Billboard Hot Latin Songs)      | 12            |
| França (SNEP)                                   | 76            |
| Guatemala (Monitor Latino)                      | 13            |
| Grécia (IFPI Greece)                            | 64            |
| Honduras (Monitor Latino)                       | 17            |
| México (Billboard Mexico Airplay)               | 1             |
| México (AMPROFON)                               | 7             |
| Nicarágua (Monitor Latino)                      | 17            |
| Panamá (Monitor Latino)                         | 7             |
| Paraguai (Monitor Latino)                       | 17            |
| Peru (Monitor Latino)                           | 4             |
| Portugal (AFP)                                  | 55            |
| Porto Rico (Monitor Latino)                     | 15            |
| República Dominicana (Monitor Latino)           | 1             |
| Romênia (Airplay 100)                           | 39            |
| Suíça (Schweizer Hitparade)                     | 98            |
| Uruguai (Monitor Latino)                        | 5             |
| Venezuela (National-Report)                     | 1             |

## Vendas e certificações
| Região | Certificação     | Vendas   |
| --- | ---------------- | -------- |
| Espanha (PROMUSICAE) | 4× Platina       | 160,000^ |
| Estados Unidos (RIAA) | Ouro             | 500,000‡ |
| México (AMPROFON) | 3× Platina+ Ouro | 210,000* |
| Itália (FIMI) | Ouro             | 25,000‡  |
| Portugal (AFP) | Ouro             | 25,000^  |
| *números de vendas baseados somente na certificação ^distribuições baseadas apenas na certificação ‡vendas+valores de streaming baseados somente na certificação |                  |          |

## Prêmios e indicações
| Ano  | Organização             | Prêmio                                 | Resultado | Ref.   |
| ---- | ----------------------- | -------------------------------------- | --------- | ------ |
| 2019 | Grammy Latino           | Best Urban Song                        | Pendente  |        |
| 2019 | LOS40 Music Awards      | Best Spanish Video                     | Pendente  | [ 48 ] |
| 2019 | LOS40 Music Awards      | LOS40 Global Show Award                | Venceu    | [ 48 ] |
| 2019 | MTV Millennial Awards   | Best Collaboration                     | Indicado  |        |
| 2019 | Premios Juventud        | Sick Dance Routine (Best Choreography) | Indicado  | [ 49 ] |
| 2019 | Teen Choice Awards      | Choice Latin Song                      | Indicado  | [ 50 ] |
| 2019 | MTV Europe Music Awards | Best Video                             | Indicado  |        |
| 2019 | MTV Europe Music Awards | Best Collaboration                     | Venceu    |        |
| 2019 | MTV Video Music Awards  | Best Latin Video                       | Venceu    | [ 51 ] |
| 2019 | MTV Video Music Awards  | Best Choreography                      | Venceu    |        |
| 2019 | MTV Video Music Awards  | Song of Summer                         | Indicado  |        |
| 2019 | Urban Music Awards      | Song of the Year                       | Pendente  |        |
| 2019 | Urban Music Awards      | Best Collaboration                     | Pendente  |        |

## Histórico de lançamento
| País    | Date                | Format                         | Gravadora |
| ------- | ------------------- | ------------------------------ | --------- |
| Vários  | 28 de março de 2019 | Download digital streaming     | Sony      |
| Espanha | 31 de março de 2019 | Sucesso de Rádio contemporânea | Sony      |